# یواس‌اس آیوی (۱۸۶۲)
یواس‌اس آیوی (۱۸۶۲) (به انگلیسی: USS Ivy (1862)) یک کشتی بود که طول آن not known بود. این کشتی در سال ۱۸۶۲ ساخته شد.